# Краузе, Карл Фридрих
Карл Фридрих Краузе (нем. Karl Friedrich Theodor Krause; 15 декабря 1797 — 8 июня 1868) — немецкий анатом.
Родился и умер в Ганновере, где посещал вначале анатомическую школу. С 1820 по 1851 был профессором анатомии в Гёттингене. Изданное им руководство по анатомии человека (2-е изд. в 1841—1843) в своё время считалось наилучшим и более полувека было актуальным. Краузе был один из первых анатомов, в своих исследованиях систематически и широко пользовавшиеся микроскопом. Из его многочисленных исследований, которые считаются образцовыми, необходимо указать: открытие волоконец соединительной ткани, поперечную полосатость сердечных мышц, начало лимфатических сосудов в кишечных ворсинках (одновременно с Генле), названные его именем железы соединительной оболочки глаза, слой ганглиозных клеток сетчатки и нервных клеток Orbiculus ciliaris и множество других.